# Berchemia barbigera
Berchemia barbigera är en brakvedsväxtart som beskrevs av Cheng Yih Wu och Yi Ling Chen. Berchemia barbigera ingår i släktet Berchemia och familjen brakvedsväxter. Inga underarter finns listade i Catalogue of Life.